# Pomnik św. Floriana w Skierniewicach
Pomnik św. Floriana – pomnik usytuowany w mieście Skierniewice na Placu Św. Floriana. Rzeźba wykonana z piaskowca ufundowana przez mieszkańców Skierniewic w 1829 roku. Pomnik stał przez kilkadziesiąt lat przy kościele Św. Jakuba. W 1894 r. pomnik został przeniesiony na Plac św. Floriana obok remizy strażackiej.